# Dodi Lukebakio
Dodi Lukebakio (Asse, 24 de setembro de 1997) é um futebolista profissional belga-congolês que atua como ponta direita. Atualmente joga no Sevilla.

## Carreira
Dodi Lukebakio começou a carreira no Anderlecht.